# Kericho
Kericho est le chef-lieu du district de Kericho, dans la province de la vallée du Rift au Kenya, à 80 km au sud-est de Kisumu. Sa population était de 30 023 habitants au recensement de 1999 et est estimée à 40 847 habitants en 2012.

## Économie

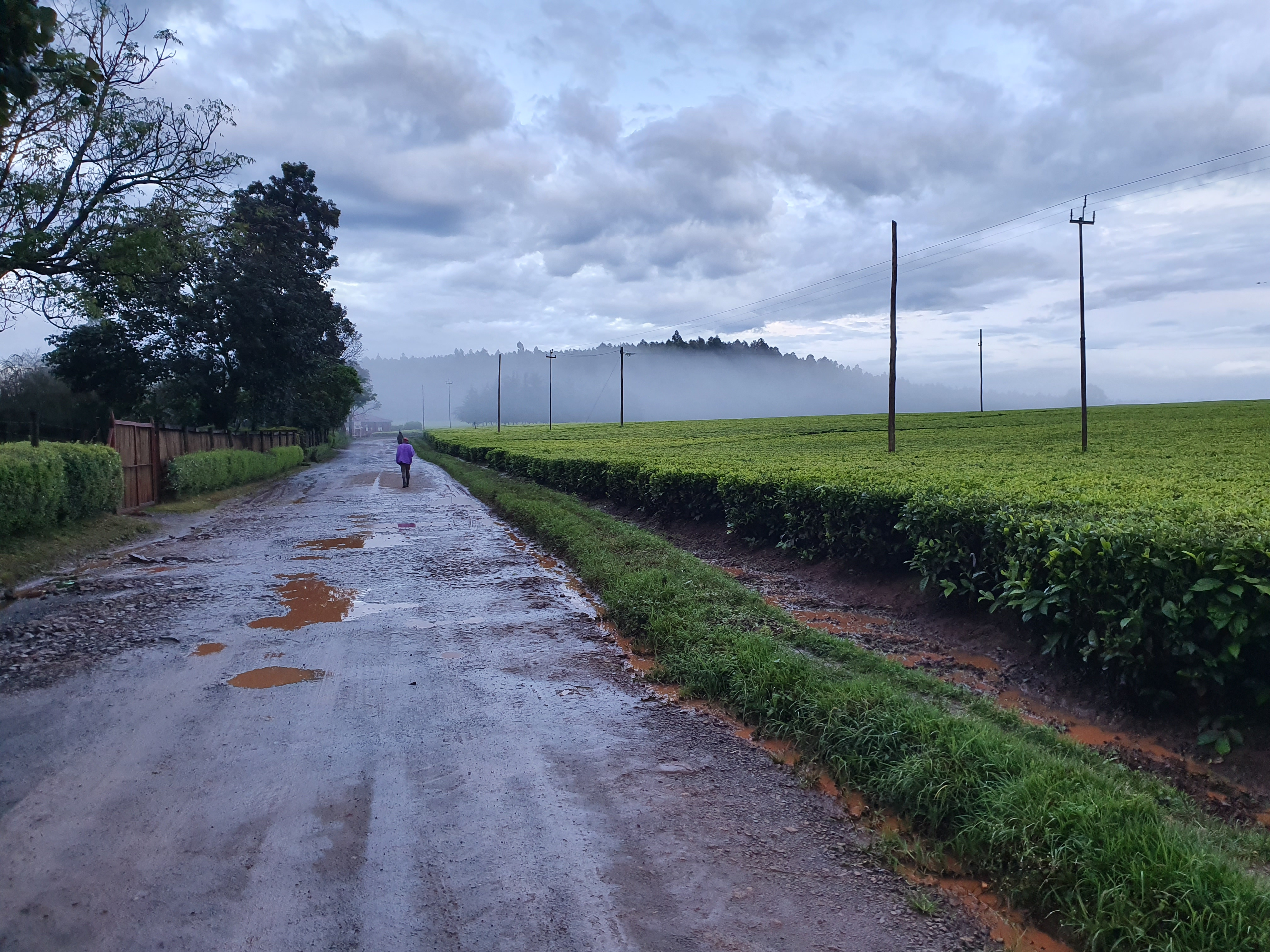
Route de Kericho à proximité de la forêt Mau.

C'est le plus important centre de la culture du thé du Kenya. Certaines des plus importantes compagnies théières du pays, comme Unilever Kenya ou Ketepa, y ont leur siège.
Le label discographique Chandarana Records, fondé en 1958 et qui a popularisé des musiciens très populaires en Afrique, a également son siège à Kericho.

## Transports
Kericho est desservie par plusieurs lignes de bus, avec Eldoret, Kisii, Kisumu, Nakuru, par le chemin de fer et par un petit aérodrome à 5 km au sud-ouest de la ville.

## Religion
Kericho est le siège d'un évêché catholique créé le 6 décembre 1995.

## Jumelages
- Portsmouth, États-Unis

## Personnalités locales
- Joginder Singh (1932-2013), pilote de rallye
- Wilson Kiprugut (1938-2022), athlète kényan
- David Kimutai Rotich (1969-), marcheur
- Joyce Chepchumba (1970-), marathonienne
- Edwin Soi (1986-), champion d'Afrique du 5 000 mètres
- Béatrice Chepkoech (1991-), athlète du 3 000 mètres steeple